# Monte Pulag

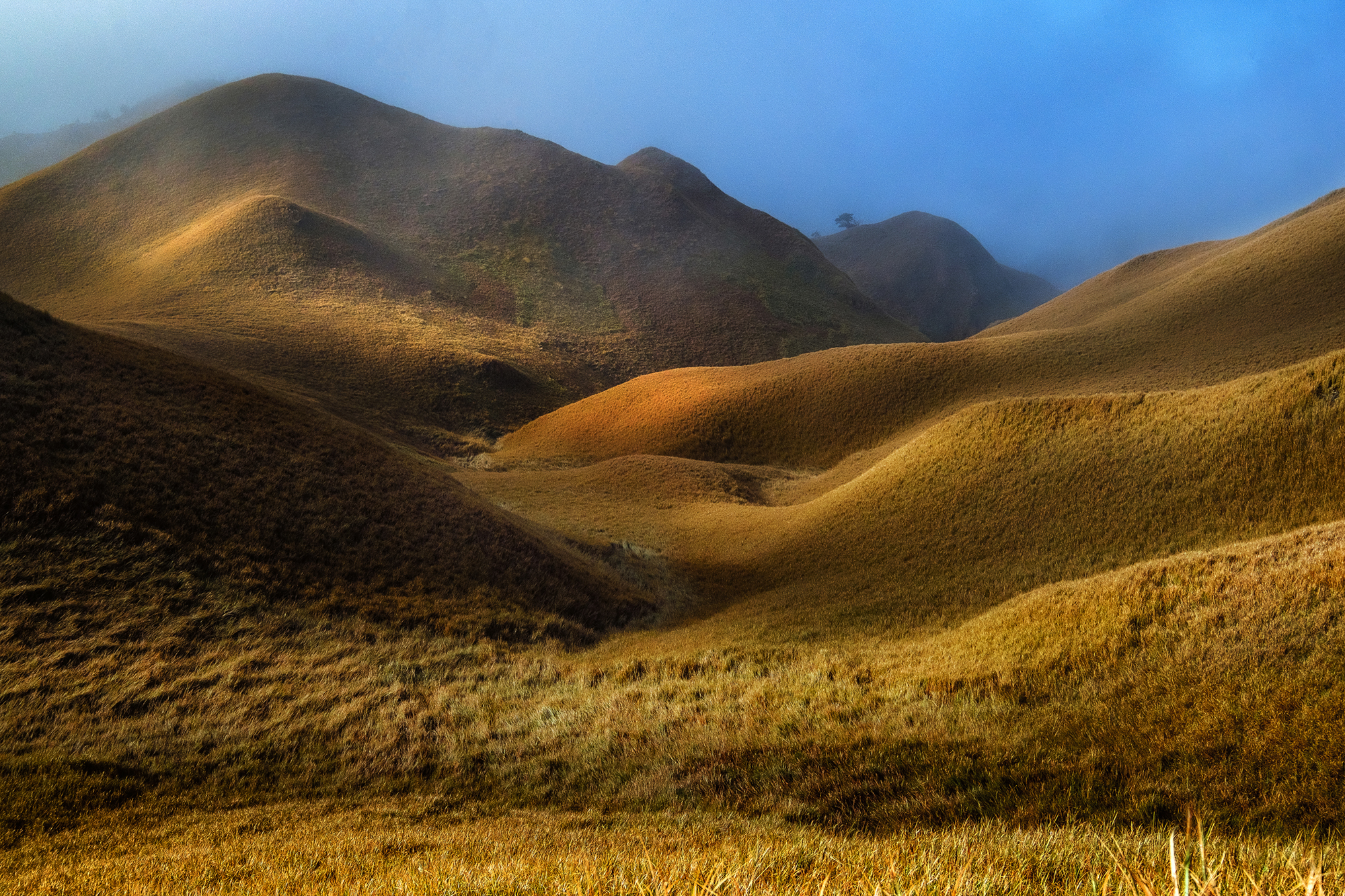
Monte Pulag

Monte Pulag (o a veces monte Pulog) es la tercera montaña más alta en las Filipinas. Es el pico más alto de la isla de Luzón con 2.922 metros sobre el nivel del mar. Los límites entre las provincias de Benguet, Ifugao y Nueva Vizcaya se encuentran en el pico de la montaña.

## Clima
Debido a su gran altitud, el clima en el monte Pulag es templado con lluvias predominantes durante todo el año, siendo agosto el mes más lluvioso. A pesar de su altitud, hace más de un siglo que no se ha observado nieve en su cima.

## Parque natural
El 20 de febrero de 1987 se creó el parque nacional Monte Pulag, que engloba la mayor parte del mismo. La riqueza paisajística y faunística de la zona incluye especies vegetales como el niitakayamensis yushania y el Pinus insulares y una fauna muy diversa, entre la cual se encuentran 33 especies de aves en peligro de extinción y mamíferos como el sambar de Filipinas o el schadenbergi crateromys. Puntualmente (2008) incluso se ha hallado algún espécimen del roedor Carpomys melanurus, tras más de un siglo sin haberse observado.